# جواد آتش‌افروز
جواد آتش‌افروز (زاده ۱۳۳۸ مشهد) مجری، طراح و تهیه‌کننده برنامه‌های صدا و سیمای جمهوری اسلامی ایران است.

## فعالیت
شاخص‌ترین فعالیت وی، اجرا و طراحی برنامه صبحگاهی سلام صبح بخیر بوده که از سال ۱۳۶۱ تا ۱۳۶۸ از رادیو ایران پخش می‌شد و در آن سال‌ها مخاطبان زیادی داشت و شامل شیوه جدیدی از اجرا و ارائه برنامه‌های رادیویی را تا آنزمان می‌شد.

## فضای فعالیت‌ها
پس از پیروزی انقلاب در بهمن ماه سال ۱۳۵۷، بالطبع فضای رسانه ای ایران نیز نسبت به دوره حکومت پهلوی تغییر کرد. از جمله تغییرات آن سال‌ها، رفتن تعدادی از مجریان سازمان رادیو تلویزیون ملی ایران و استفاده از افراد جدید در سازمان نو به نام صدا و سیمای جمهوری اسلامی ایران بود که این افراد جدید، هم جوان بودند و از طرفی تجربه کمی در کار رسانه ای داشتند. با این وصف، افرادی مانند فریدون فرح اندوز، حمید عاملی، مولود عاطفی، مرتضی لطفی، گلی یحیوی، ژاله کاظمی، پرویز کاردان، دلارام کشمیری، احترام برومند، حبیب روشن زاده، نوذر آزادی، فیروزه امیر معز، روشنک و … جای خود را به چهره‌های بسیار جوان و جدیدی مانند جواد آتش‌افروز، محمود شهریاری، بهرام شفیع، مهران دوستی، فریورز کیان، گیتی خامنه، الهه رضایی، حسین پاکدل، رضا رهگذر و… دادند که نسبت به گروه نخست، از تجربه بسیار کمی برخوردار بودند.
با توضیحات فوق، جواد آتش‌افروز متعلق به نسل اول مجریان و برنامه‌سازان ایرانی پس از وقوع انقلاب سال ۱۳۵۷ است. مهم‌ترین اثر وی، طراحی و اجرای برنامه رادیویی سلام صبح بخیر در فاصله زمانی ۱۳۶۱ تا ۱۳۶۸ از رادیو ایران بود. این برنامه رادیویی که در بحبوحه موشک‌باران و بمباران تهران و بسیاری از شهرهای ایران که ناشی از شدّت جنگ ایران و عراق(جنگ شهرها) بود، به صورت زنده پخش می‌شد و آتش‌افروز به عنوان مجری برنامه، با لحنی خاص و ریتمی تند، مردم را به زندگی و امید و آرامش دعوت می‌نمود که در نوع خود، برنامه جدید و خاصّی در فضای رسانه‌ای آن سال‌های ایران بود.
در دهه ۱۳۷۰ آتش‌افروز به اجراهای تلویزیونی نیز روی آورد که از آن جمله می‌توان به برنامه طنز و اجتماعی «بعد از خبر» (این برنامه را به همراه محمود شهریاری اجرا می‌نمود) و «مردم ایران سلام» اشاره کرد.
آتش‌افروز در سال‌های اخیر کم‌کار است و تنها برخی هفته‌ها اجرای برنامه بخش صبحگاهی شنبه‌های رادیو پیام را بر عهده دارد.